# 雪木妃
雪 木妃（スノー きひ）は、在日中国人でウェブサイトを中心に活動する小説家。
医科大学2回生の頃から小説を書き始め、19歳に新人デビューし、短編小説をはじめ、長編小説も発表（北京文芸出版社に出版）。
2004年から日本語で執筆活動開始。ホームページを開設しており、執筆した作品をノンフィクション・小説・エッセイに分けて掲載。